# Roszlavl
Roszlavl (oroszul: Рославль) – város Oroszországban, a Szmolenszki területen, járási székhely.  A terület harmadik legnagyobb városa (Szmolenszk és Vjazma után). Népessége 54 900 fő (a 2010. évi népszámláláskor).
A Szmolenszki-hátság délnyugati szélén, az Osztyor folyó bal partján helyezkedik el.

## Története
1137-ben Rosztyiszlav Msztyiszlavics szmolenszki fejedelem alapította, róla nevezték a települést Rosztyiszlavlnak, majd a 15. századtól kezdve Roszlavl-nak. 1376-ban a fejedelemség központja lett. A Moszkvai Nagyfejedelemség csapatai 1515-ben elfoglalták a területét, de csak 1654-ben lett végleg az orosz állam része. Korábban, 1408-tól litván terület volt, 1618 és 1654 között pedig Lengyelországhoz tartozott. Erődjét katonai célra 1706-ban használták utoljára, a nagy északi háború során.
1755-ben lett város, egy ujezd székhelye. 1868-ban itt is megépült a vasút, később a város vasúti csomópont lett. 1941. augusztustól két évig német megszállás alatt állt.